# Фолья, Бернарду
Бернарду Перейра Фолья (порт. Bernardo Pereira Folha; род. 23 марта 2002, Порту) — португальский футболист, полузащитник клуба «Аль-Вахда».

## Клубная карьера
Фолья — воспитанник столичных клубов «Боавишта», «Падроэнше» и «Порту». 14 февраля 2021 года в матче против «Оливейренсе» он дебютировал в составе дублёров последних в Сегунда лиге. 15 декабря 2021 года в матче Кубка португальской лиги против «Риу Аве» Фолья дебютировал за основной состав. 25 января 2023 года в поединке Кубка лиги против «Академику де Визеу» Бернарду забил свой первый гол за «Порту». 1 февраля года в матче против «Маритиму» он дебютировал в Сангриш лиге. В том же году игрок помог клуб выиграть чемпионат.

## Достижения
Клубные
 «Порту»
- Победитель Сангриш лиги — 2021/22
- Обладатель Кубка португальской лиги (2) — 2021/22, 2022/2023
- Обладатель Кубка Португалии: 2022/23